# Nelson Reed
Nelson Addington Reed (6 de abril de 1926 - 16 de julio de 2018) fue un académico, empresario y escritor estadounidense nacido en San Luis Misuri y fallecido en la misma ciudad. Estudió a profundidad la denominada Guerra de Castas en Yucatán y fue autor de uno de los pocos textos disponibles que narra de manera amplia, detallada y documentada ese episodio hasta la fecha insuficientemente estudiado de la historia de la península de Yucatán que transcurrió en la segunda mitad del siglo XIX, entre 1847 y 1901.

## Datos biográficos
Después de asistir a la John Burroughs High School y graduarse de la Clayton High School en 1944, sirvió en las fuerzas militares (infantería) de su país durante la Segunda Guerra Mundial donde fue herido al cruzar el río Our defendido por la línea Sigfrido alemana. Al terminar su servicio militar recibió de su gobierno el Corazón Púrpura y la Estrella de Bronce. Continuó entonces sus estudios en la Pennsylvania Academy of the Arts y en la Washington University, donde alcanzó su grado de bachiller en Bellas Artes (BA). Hacia el final de esos estudios demostró interés académico en temas antropológicos de México y Centroamérica (Belice y Guatemala) y muy concretamente en el largo episodio histórico que dominó la vida social de la península de Yucatán durante más de medio siglo decimonónico. Es durante ese periodo que escribe y publica la primera edición de su libro sobre la Guerra de Castas, mismo que fue revisado y aumentado en el año 2001.
Más tarde Nelson Reed orientó su vocación de investigador antropológico hacia el estudio de las poblaciones que habitaron en la época precolombina la región central de los Estados Unidos de América, particularmente en el estado de Illinois, en donde también condujo importantes trabajos arqueológicos y museográficos con relación a la población amerindia que habitó la zona de los túmulos. También contribuyó con su esfuerzo a la ampliación del Parque Estatal de Cahokia en las llanuras del río Misisipi.

## Obra publicada
- The Caste War of Yucatán, revised edition, Stanford University Press, Stanford University. 2001.[4]
- Juan de la Cruz Puc, Venancio Puc, and the Speaking Cross (en inglés) The Americas 53, No. 4 (abril de 1997): 497-523.
- Una guerra sin fin: Los cruzob ante el umbral del milenio Congreso Internacional de Mayistas, Mérida, México, 1997
- Liderazgo de blancos y mestizos entre los cruzob Saastun (Número 1), abril de 1997, Mérida, México.
- La Guerra de Castas de Yucatán, 1964-1984. Documento leído y entregado en la celebración del décimo aniversario de la fundación del estado libre y soberano de Quintana Roo, en Chetumal, México, 30 de julio de 1984.

### Sobre su libroLa Guerra de Castas en Yucatán
En la reseña que hace sobre el libro de Reed desde El Colegio de México, Josefina Vázquez emite el siguiente comentario sobre el mérito del autor y su obra: 

"El libro está bien logrado, la sensibilidad del autor y su extremada acuciosidad compensan ampliamente su falta de profesionalismo (se refiere a que Reed no es antropólogo ni historiador titulado). Hace gala de esa gran simpatía que extrañamente despliegan los americanos (estadounidenses) para los indios de otros países, pero nunca para los propios; en consecuencia hay aquí y allá, muestras de sus prejuicios antihispánicos, pero sin duda su lectura resulta apasionante" 